# دلمه خرما
دلمه خرما عربی: تمر محشی، آوانگاری: Tamer Mahshe , عبری: תמר ממולא‎، آوانگاری: Tamar Memouleh) خرمای آب‌پز یا حرارت دیده پر از گوشت، نعناع و جعفری، با چاشنی‌های مختلف و مدرن از جمله کره و پنیر بز است. این یک غذای محبوب اهل شام است و روی برنج یا بلغور سرو می‌شود. تغییرات می‌تواند شامل خرمای تازه یا خشک شده باشد.

## نگارخانه

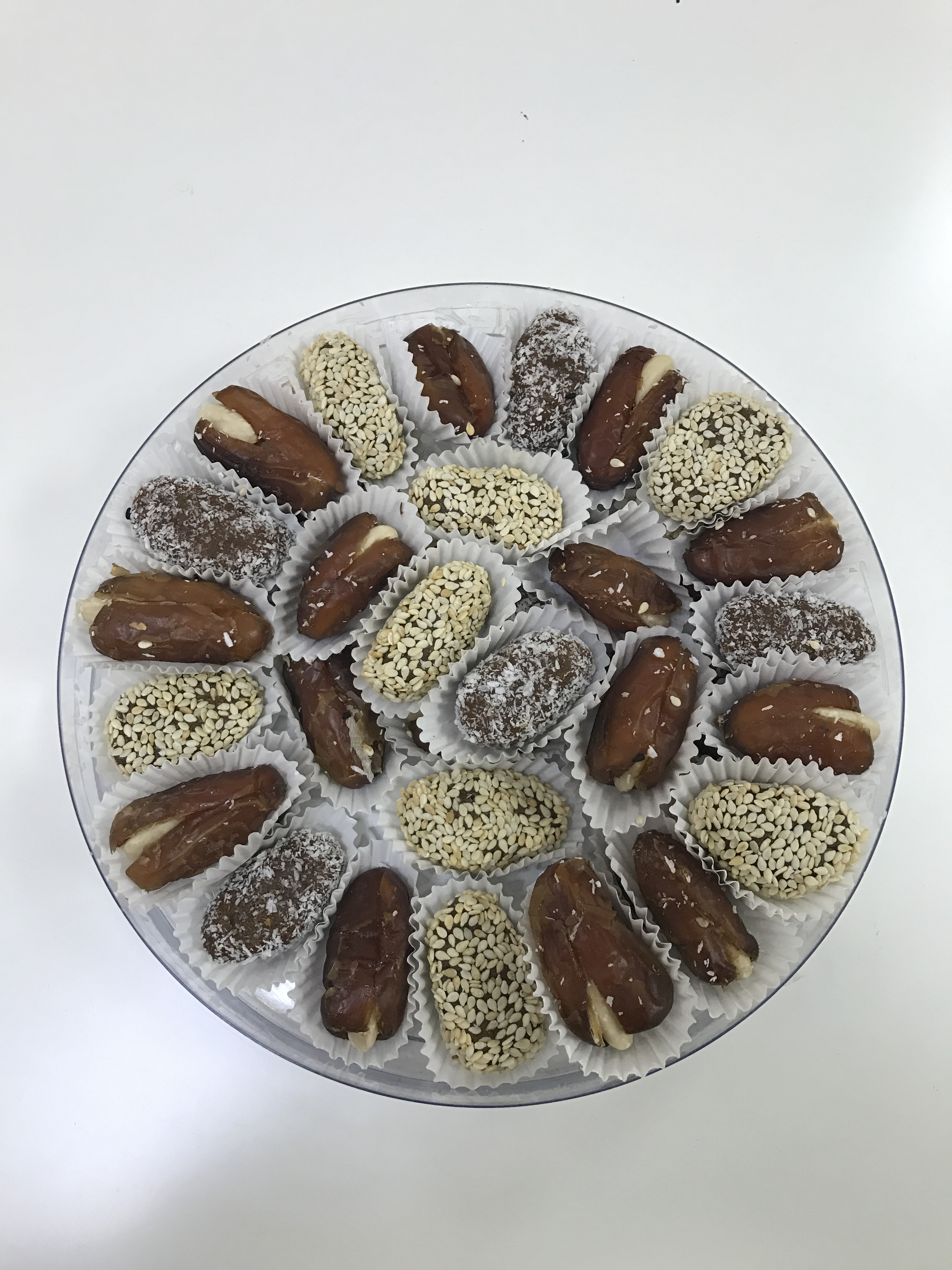
خرما پر شده با آجیل و کنجد
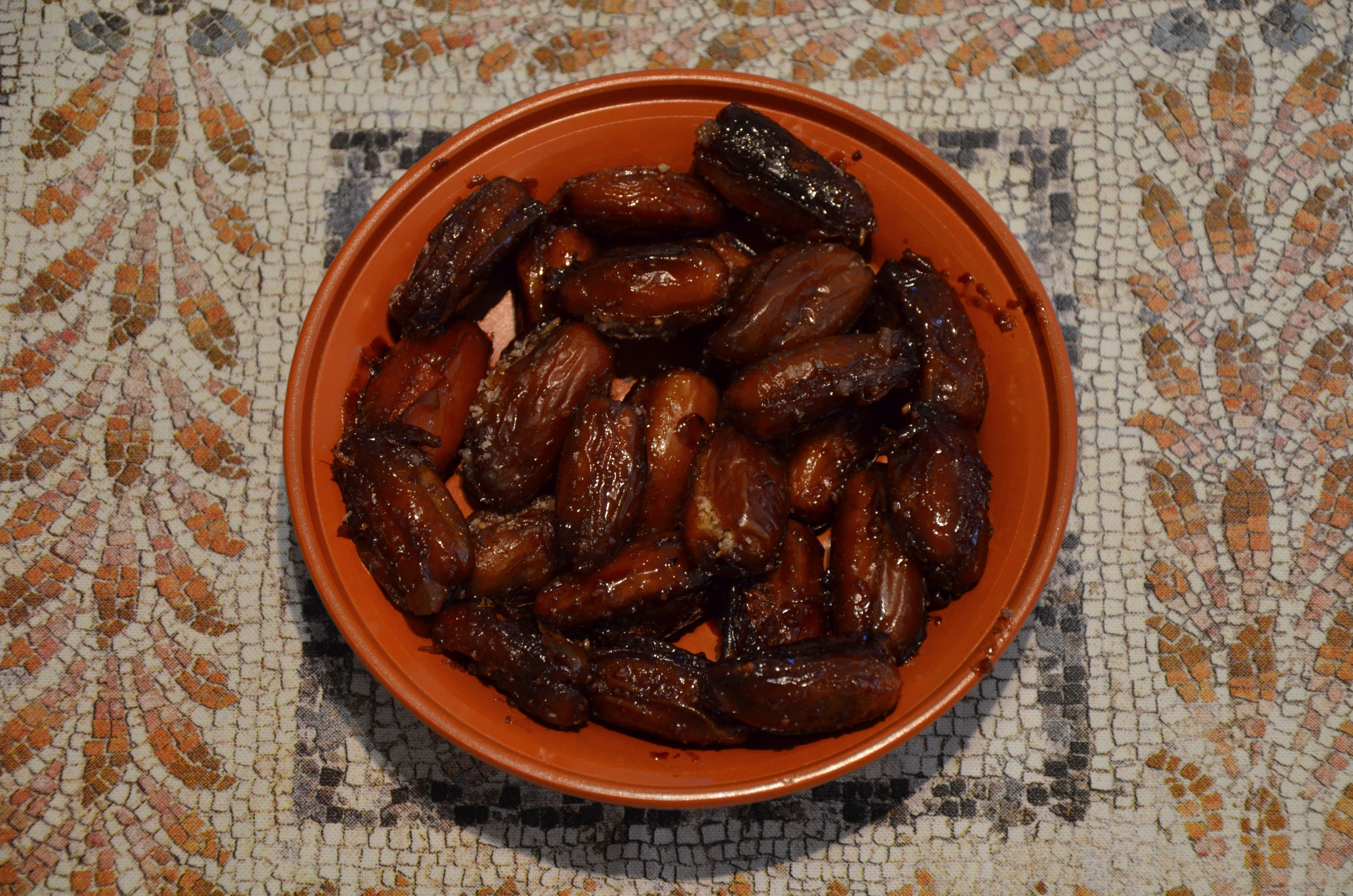
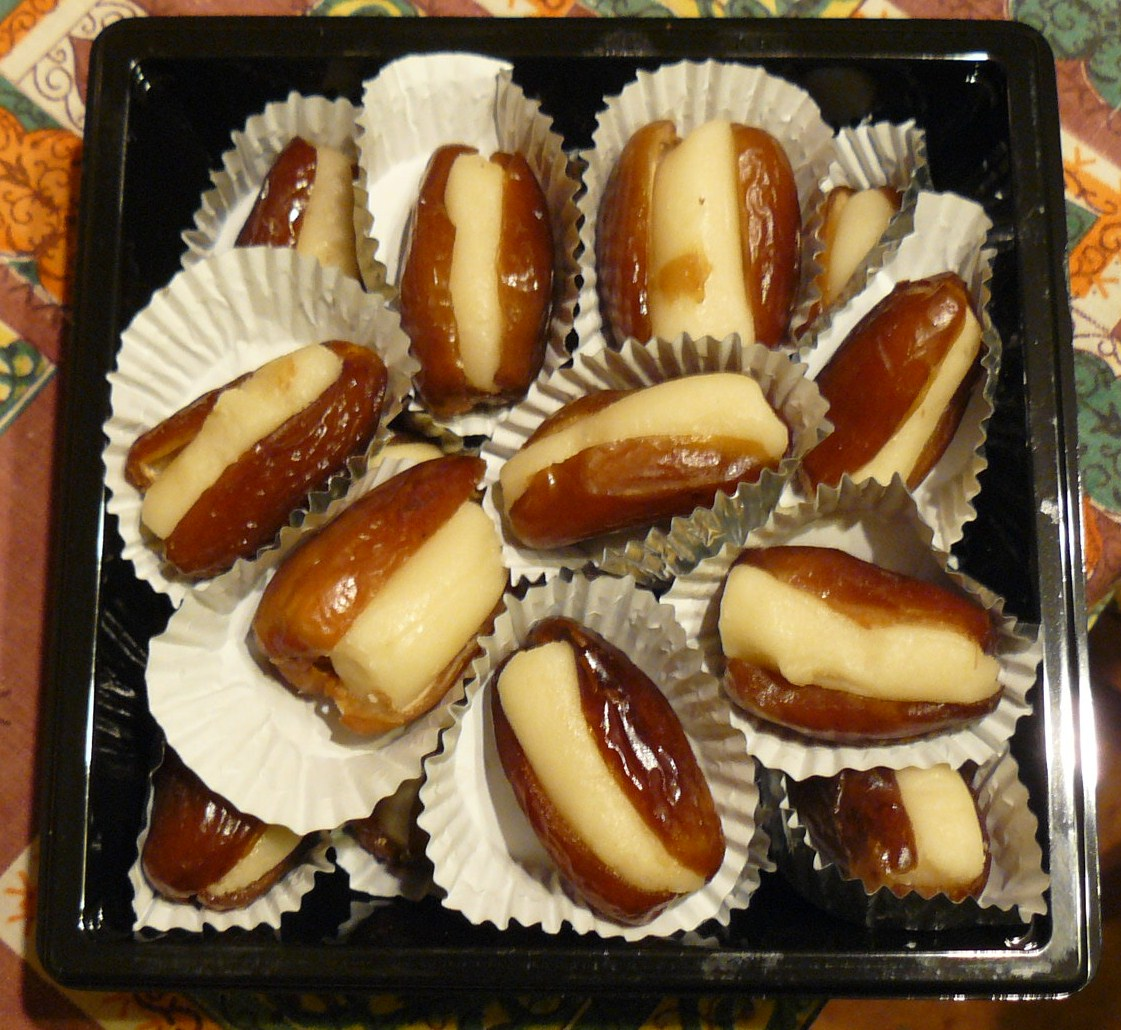
خرما پر شده با چلغوزه
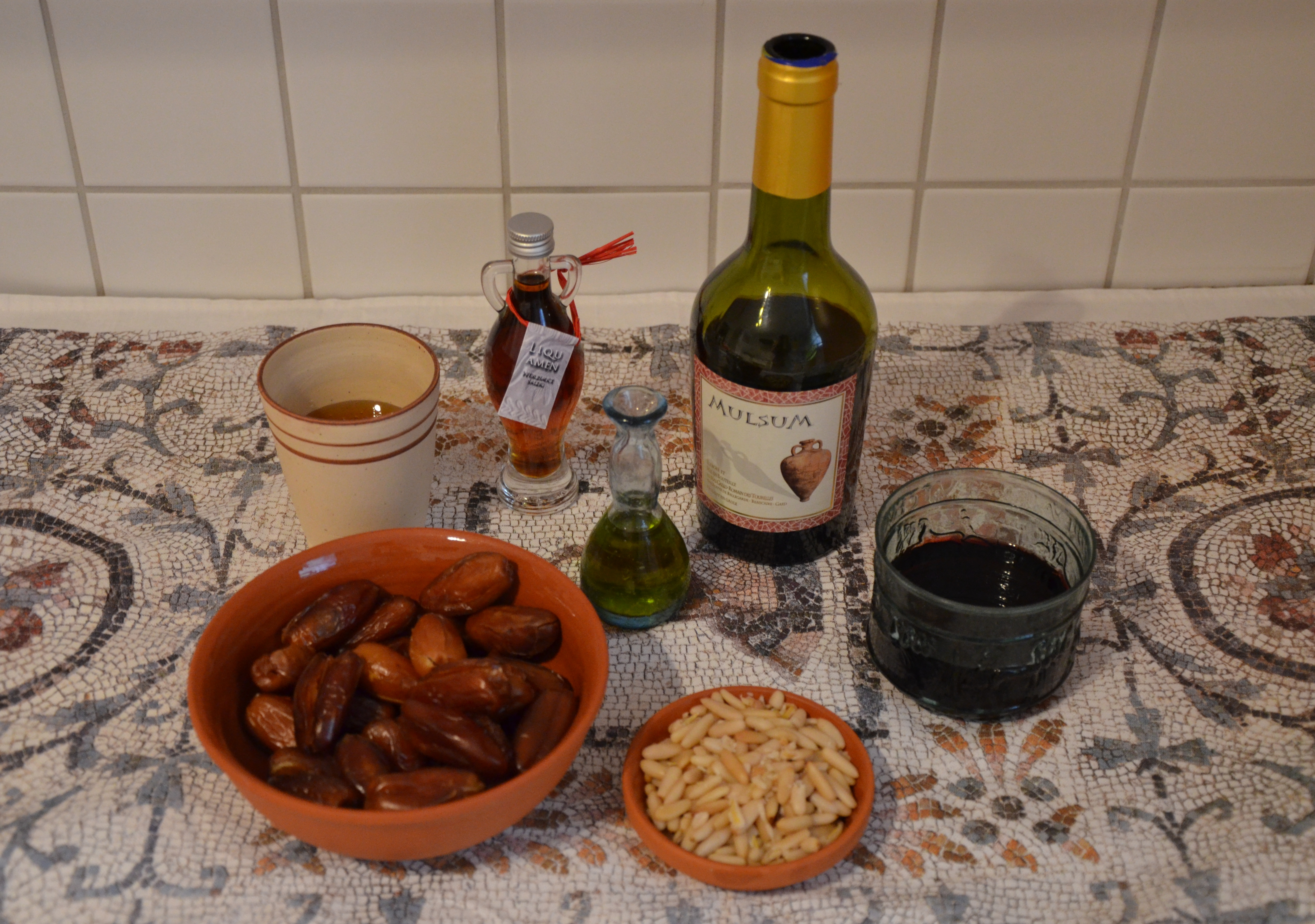
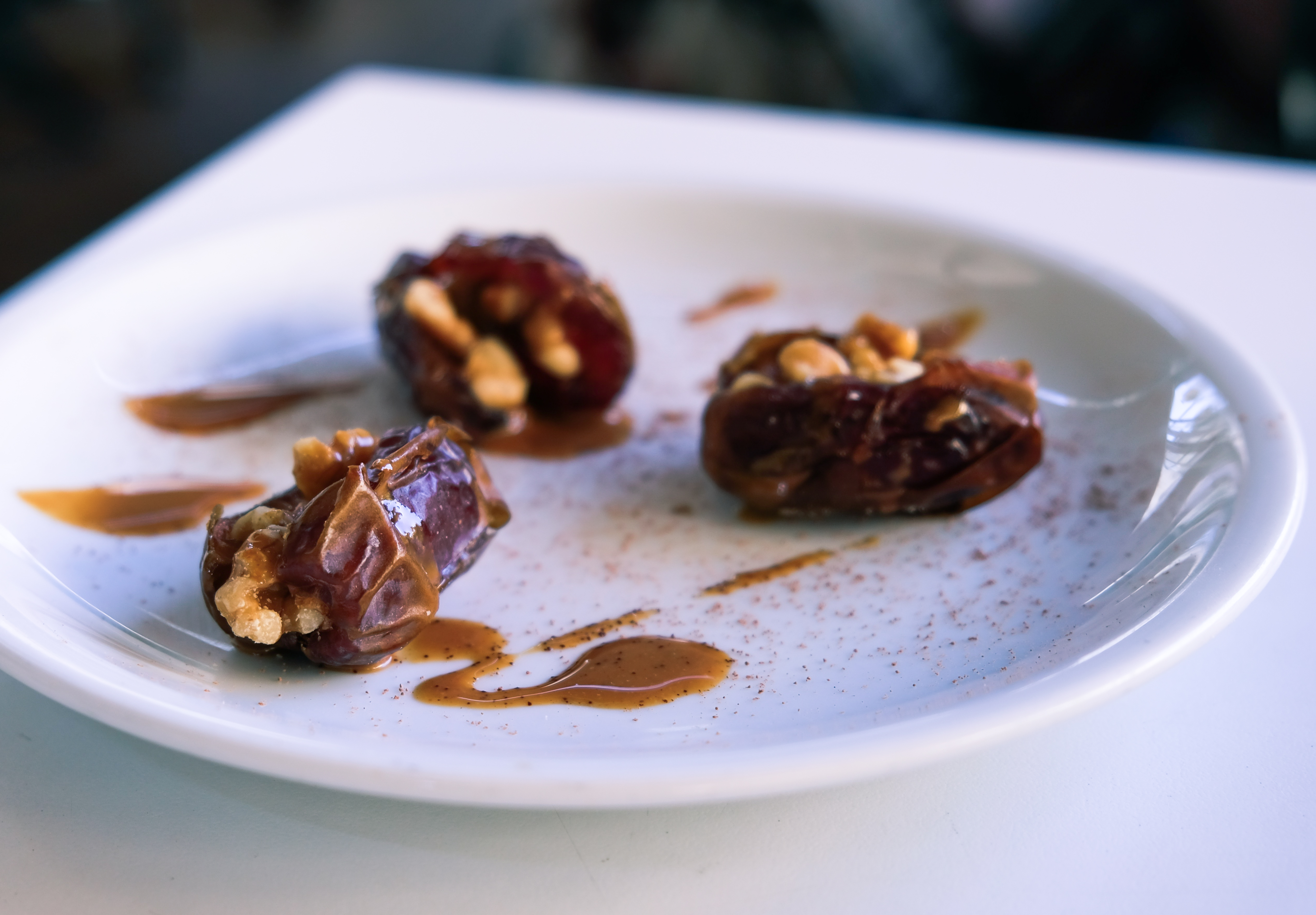
دلمه خرما
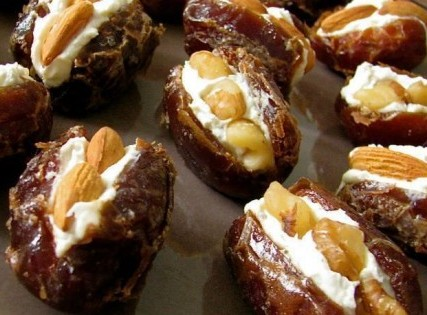
خرمای مجهول پر شده